# Église protestante luthérienne en Thuringe

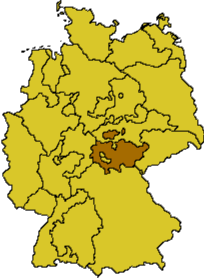

L'Église protestante luthérienne en Thuringe ((de) Evangelisch-Lutherische Kirche in Thüringen) était un établissement public du culte allemand et une Église luthérienne du Thuringe. De 1969 à 1991, elle sera l’une des huit Églises territoriales de la République démocratique allemande à se séparer de l'Église protestante en Allemagne (EKD) pour former la « Fédération des Églises protestantes de la RDA » (Bund der Evangelischen Kirchen in der DDR) inféodé au régime communiste.
Depuis 2009, elle fusionné avec l’Église protestante de la province ecclésiastique de Saxe (Evangelische Kirche der Kirchenprovinz Sachsen) pour former l’Église protestante en Allemagne centrale, qui fait partie de l'EKD et est affiliée à la Fédération luthérienne mondiale.